# Keziah Jones

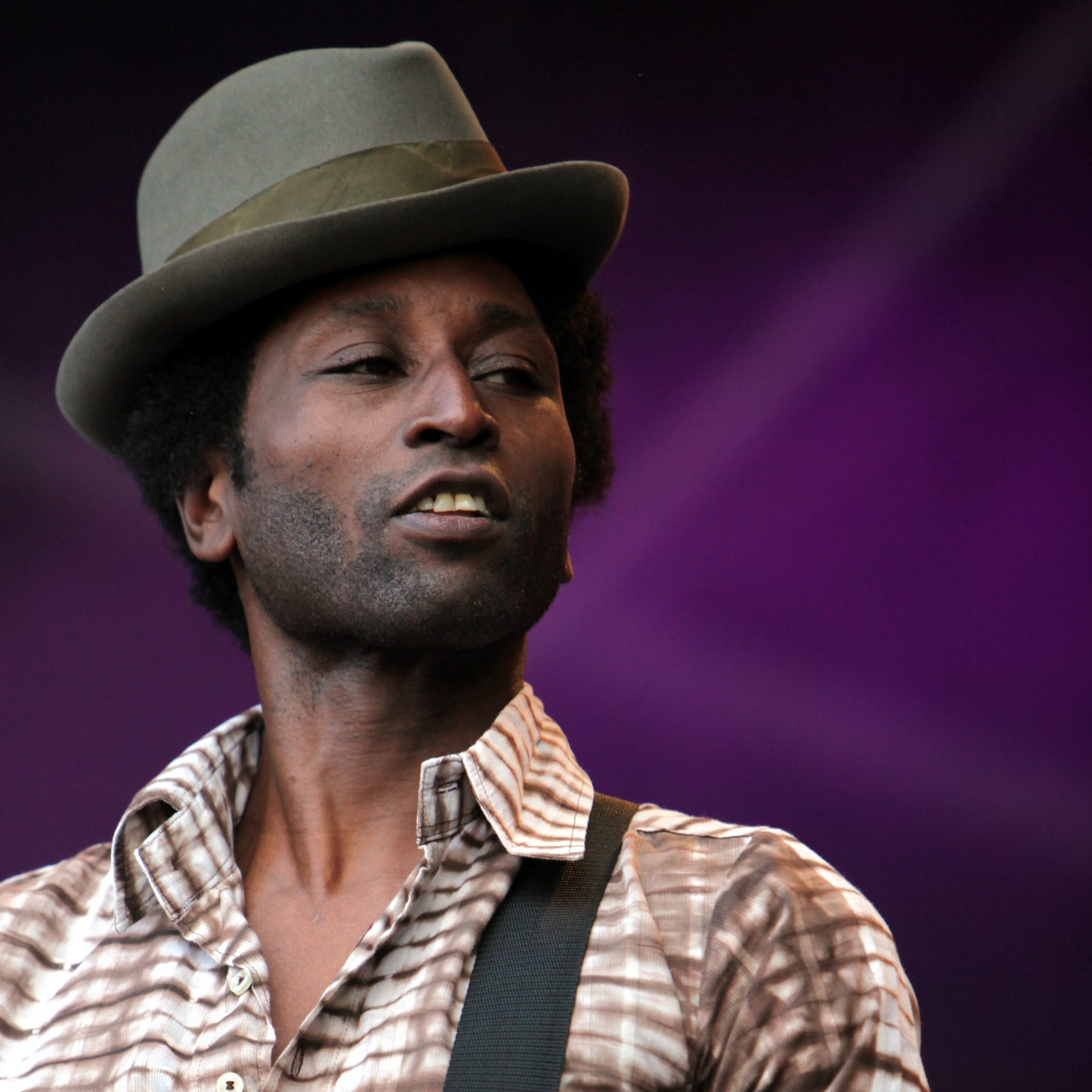
Keziah Jones auf dem Eurockéennes de Belfort 2011

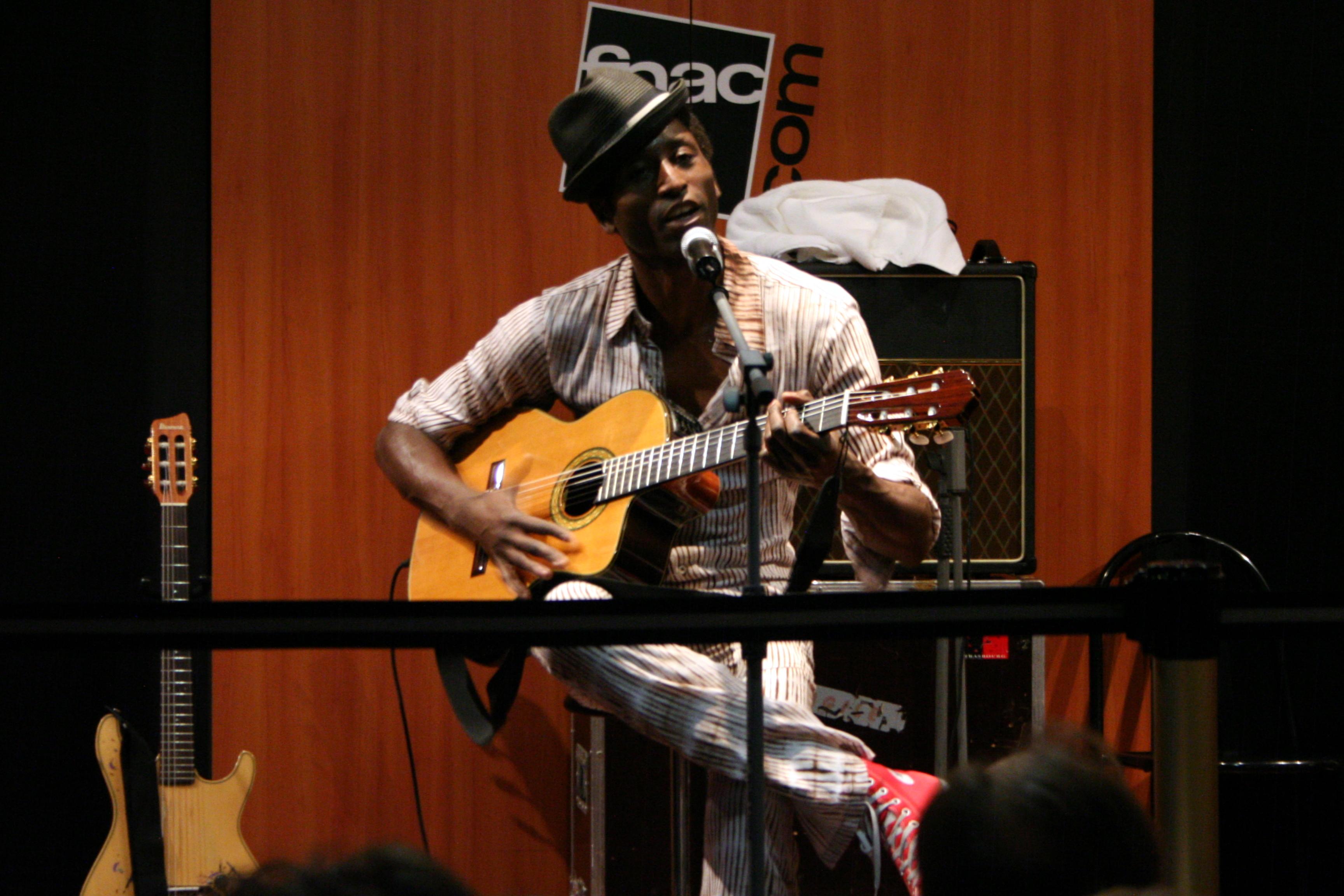
Keziah Jones, 2008

Keziah Jones (* 10. Januar 1968 in Lagos, Nigeria als Olufemi Sanyaolu) ist ein nigerianischer Sänger und Gitarrist, der mit seinem eher minimalistischen „Blufunk“ einen eigenen harten, aber treibenden Funkstil entwickelt hat.

## Leben und Wirken
Außergewöhnlich ist sein perkussives Gitarrenspiel. Er setzt vorwiegend akustische oder semi-akustische Gitarren ein, die er zum Teil mit E-Bass-Techniken wie beispielsweise Slapping bespielt.
Die Begleitinstrumente, oft nur Schlagzeug und E-Bass, sind stark in diese Rhythmik eingebunden, so dass einige Grooves an Crossover-Bands wie Rage Against the Machine oder Red Hot Chili Peppers erinnern. Keyboards, vor allem Orgel-Sounds, oder Bläser werden nur dezent eingesetzt. Beeinflusst wurde Keziah Jones nach eigenen Aussagen von Fela Kuti und Jimi Hendrix.
2017 veröffentlichte Jones die EP Rugged Covers, auf der er jeweils einen Song von Antônio Carlos Jobim, Fela Kuti, Prince und The Stranglers interpretiert.

## Diskografie
Alben
- Blufunk Is a Fact! (1992)
- African Space Craft (1995) (CH #16, AT #34, DE #66)
- Liquid Sunshine (1999) (CH #38)
- Black Orpheus (2003) (CH #22)
- Black Orpheus Limited Edition (2004)
- Rhythm Is Love – Best Of (2004) (CH #98)
- Nigerian Wood (2008) (CH #14)
- Captain Rugged (2013) (CH #97)
- Alive And Kicking (2025)

EPs
- Frinigrô Interstellar (1991)
- Live (1993)
- The African Anarchist (1999)

Promos
- Where Is Life (1992)
- Million Miles from Home (1995)
- If You Know (1995)

## Videografie
- Live at the Elysée Montmartre (14. Juni 2004)

## Filmografie (Auswahl)
Schauspieler
- 1992: La femme normale
- 2014: Keziah Jones Is Captain Rugged (Kurzfilm)
- 2015: L’échappée belle

Komponist
- 1992: La femme normale
- 2014: Keziah Jones Is Captain Rugged (Kurzfilm)